# فيكتور مانويل فرنانديز
فيكتور مانويل فرنانديز (بالإسبانية: Víctor Manuel Fernández)‏ هو كاهن كاثوليكي أرجنتيني، ولد في 18 يوليو 1962 في Río Cuarto Department ‏ في الأرجنتين.